# Машнёв, Максим Витальевич
Макси́м Вита́льевич Машнёв (род. 12 января 1993, Иркутск, Россия) — российский футболист, полузащитник клуба «Иркутск».

## Карьера
Воспитанник иркутского футбола. Начинал свою профессиональную карьеру в местном «Байкале». В 2016 году дебютировал в ФНЛ в составе тульского «Арсенала». Позднее выступал за «Луч» и «Чайку». Летом 2020 года полузащитник подписал контракт с армянским «Урарту». В премьер-лиге дебютировал 23 августа в матче второго тура против «Пюника» (0:0). Зимой 2021 года подписал контракт с «Тюменью». В сезонах 2022/23 и 2023 играл за владивостокское «Динамо». В январе 2024 года перешёл в «Иркутск».

## Достижения
- Серебряный призёр Первенства ФНЛ: 2015/16
- Победитель группы «Восток» Первенства ПФЛ: 2014/15
- Серебряный призёр 4-й группы первенства ПФЛ: 2020/21
- Бронзовый призёр 4-й группы первенства ПФЛ: 2021/22